# Migneauxia inflata
Migneauxia inflata là một loài bọ cánh cứng trong họ Latridiidae. Loài này được Rosenhauer miêu tả khoa học năm 1856.